# Saccheggio di Amburgo (845)
Il Saccheggio di Amburgo dell'845 fu ad opera dei Vichinghi danesi, guidati dal re Horik I, che occuparono la città per due giorni, bruciando la cattedrale, il monastero e la biblioteca. Oscar di Brema, vescovo della città, fu costretto a fuggire precipitosamente potendo portare con sé solo poche cose.

## Antefatto

Suddivisione dell'impero franco dopo il trattato di Verdun (843)

Nella seconda metà dell'VIII secolo alcuni gruppi di norreni, che abitavano la scandinavia meridionale e lo Jutland, attraversarono il mare del Nord ed iniziarono delle scorrerie, dapprima sulle coste dell'Inghilterra orientale e della Frisia, poi nella Francia settentrionale spingendosi poi nella Spagna ed anche nel Mediterraneo. Questi guerrieri, che attraversavano il mare con le loro snelle imbarcazioni dette drakkar, presero il nome di Vichinghi.
La prima incursione sulle coste inglesi, che trova riferimenti in testi scritti, è del 793 a spese del monastero di Lindisfarne  di fronte alla costa settentrionale del Regno di Northumbria. Negli anni successivi i vichinghi si spinsero più ad ovest. Il primo attacco al Regno franco avvenne nel 799 nei confronti del monastero di San Filiberto sull'isola di Noirmoutier, presso l'estuario della Loira.
L'area dell'Elba, abitata dai Sassoni fin dal III secolo, venne sottomessa da Carlo Magno nel corso delle guerre sassoni, all'inizio del IX secolo. La città di Amburgo si sviluppò intorno ad Hammaburg, una fortezza fatta costruire da Carlo Magno nell'808, sopra una piccola altura, alla confluenza dell'Alster con l'Elba, come roccaforte di difesa contro gli Slavi. Nell'811 Carlo Magno fondò qui una chiesa, forse sul sito di un luogo di sacrificio sassone, da utilizzare come centro per la conversione al cristianesimo degli Slavi e dei popoli pagani del nord (Danimarca, Svezia e Norvegia).
Nell'826 l'imperatore Ludovico il Pio, che era succeduto a Carlo Magno, inviò un monaco benedettino di nome Oscar di Brema (conosciuto anche come Anskar), nello Jutland alla corte del re Harald di Danimarca, che si era convertito al Cristianesimo come forma di ringraziamento verso Ludovico il Pio che lo aveva aiutato a rientrare in possesso del suo regno dal quale era stato esiliato nell'814.

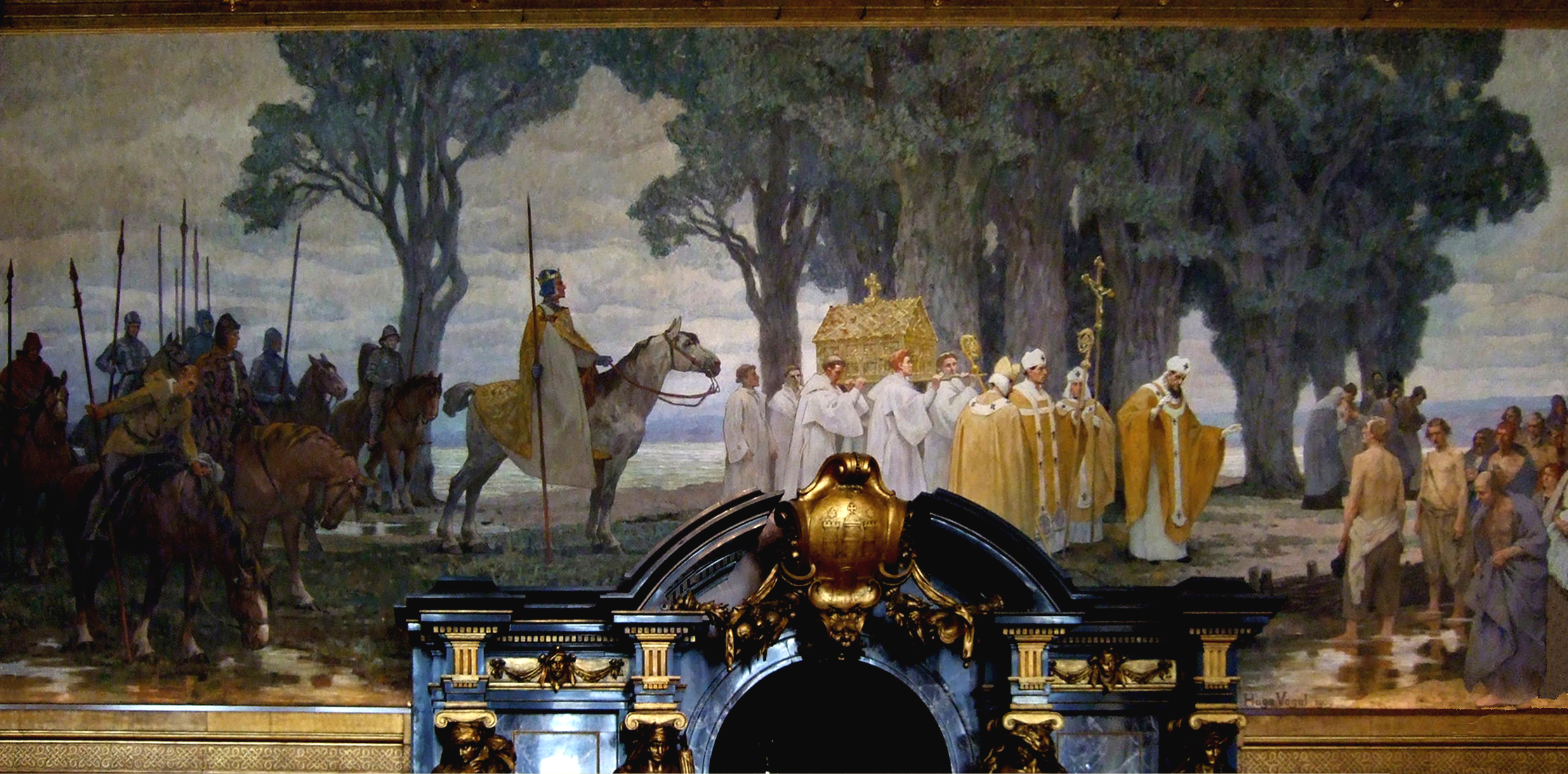
Arrivo di Sant'Oscar ad Amburgo e battesimo dei primi pagani.

Nell'827 Harald fu deposto da Horik, figlio del defunto re Godfred. La ragione di questa deposizione non è menzionata, ma la sua conversione al cristianesimo potrebbe averlo reso impopolare fra i suoi sudditi e i nobili del regno. Un tentativo di reinsediare Harald fallì nell'828, e questo acuì l'ostilità di Horik nei confronti dei Franchi e di conseguenza del cristianesimo, che considerava la religione dei suoi nemici. Egli pertanto rifiutò di convertirsi al cristianesimo, ed ostacolò i tentativi di Anskar di fare proselitismo fra i danesi.
Nell'831 ad Hammaburg venne fondata una diocesi, che nell'834 venne elevata da Papa Gregorio IV ad arcidiocesi con giusprudenza non solo sui territori circostanti, ma anche su Islanda, Groenlandia e tutta la Scandinavia. Come arcivescovo venne nominato Oscar di Brema che fu chiamato l'apostolo del nord.
Nel frattempo la posizione dell'imperatore Ludovico il Pio si era indebolita a causa delle guerre civili scatenate nell'830 dai suoi figli, per la suddivisione dell'impero, dopo la nascita del suo quarto figlio Carlo il Calvo. Approfittando di questa situazione di oggettiva debolezza dei franchi, i pirati danesi iniziarono a razziare nella Frisia.
La Frisia era in effetti il tallone d'Achille dell'impero carolingio. Allungata sulla costa del Mare del Nord a sud dello Jutland, in quella che è l'attuale Olanda, era impossibile da difendere senza una flotta, cosa che i Franchi non avevano. Questa vulnerabilità della Frisia era già stata evidenzia dal re danese Godfred che nell'810 attaccò la Frisia con 200 navi vichinghe. I suoi eredi, 20 anni dopo, volevano dimostrare di non essere da meno. Nell'834 assalirono la città di Dorestad, uno dei più importanti centri commerciali della Frisia posto sul ramo nord del Reno, distruggendo la città, massacrando persone, portando via prigionieri e incendiando i dintorni. Gli attacchi a Dorestad si ripeterono negli anni successivi 835 e 836 con gravi danni per la città che da questo momento inizierà a decadere come centro commerciale della regione. Negli anni successivi si susseguirono numerosi altri saccheggi: nell'836 fu attaccata Anversa (Antwerp), e nell'837 fu la volta di Walcheren. Ma Horik non si limitò alle razzie e nell'838 chiese a Ludovico il governo della Frisia, richiesta che l'imperatore declinò sdegnosamente.
Nell'840, alla morte di Ludovico il Pio, si scatenò una furiosa guerra civile fra i suoi figli (Lotario, Ludovico e Carlo - l'altro figlio Pipino era morto nel 838) per la spartizione dell'impero che terminò solo nell'843 con il Trattato di Verdun. Tale trattato assegnò la parte orientale dell'impero carolingio (in pratica tutta la parte ad est del Reno e a nord e ad est dell'Italia), che sarà chiamata Regno dei Franchi Orientali, a Ludovico. Durante questo periodo di instabilità, nella regione dell'Elba e dintorni, i nemici dei Franchi diedero luogo a varie azioni volte ad acquisire potere ai danni di detta potenza dominante. Tali azioni non cessarono con il riconoscimento di Ludovico a re del Regno Franco orientale, e Ludovico stesso dovette intervenire in più occasioni per riportare l'ordine nei suoi territori. Il primo di questi movimenti insurrezionali fu quello degli Stellinga sassoni. Durante la guerra interna all'Impero carolingio (840–843) gli Stellinga ottennero l'appoggio politico e militare di Lotario che li aveva fomentati contro il fratello Ludovico.
Questi, nella tarda estate del 843, appena firmato l'armistizio con Lotario, marciò attraverso la Sassonia e stroncò la ribellione, sconfiggendo gli Stellinga ed uccidendo tutti i loro capi e quelli che gli si opponevano. L'altra ribellione che Ludovico dovette sedare fu quella degli Obodriti, un popolo slavo che abitava l'area dell'odierno Meclemburgo. Questi si erano sollevati durante il periodo della guerra civile fra i figli di Ludovico sotto il comando di Goztomuizli, che aveva assunto il titolo di Samtherrscher costituendo una coalizione fra le principali tribù obodrite. Nell'estate dell'844, Ludovico, preoccupate che gli Obodriti potessero allearsi con i Danesi, attraversò l'Elba alla testa di una armata franca e marciò risolutamente nei territori degli Obodriti e li sconfisse in battaglia sottomettendoli. Il loro capo Goztomuizli presumibilmente morì in battaglia ma le cronache del tempo non forniscono dettagli a tal proposito.

## Battaglia

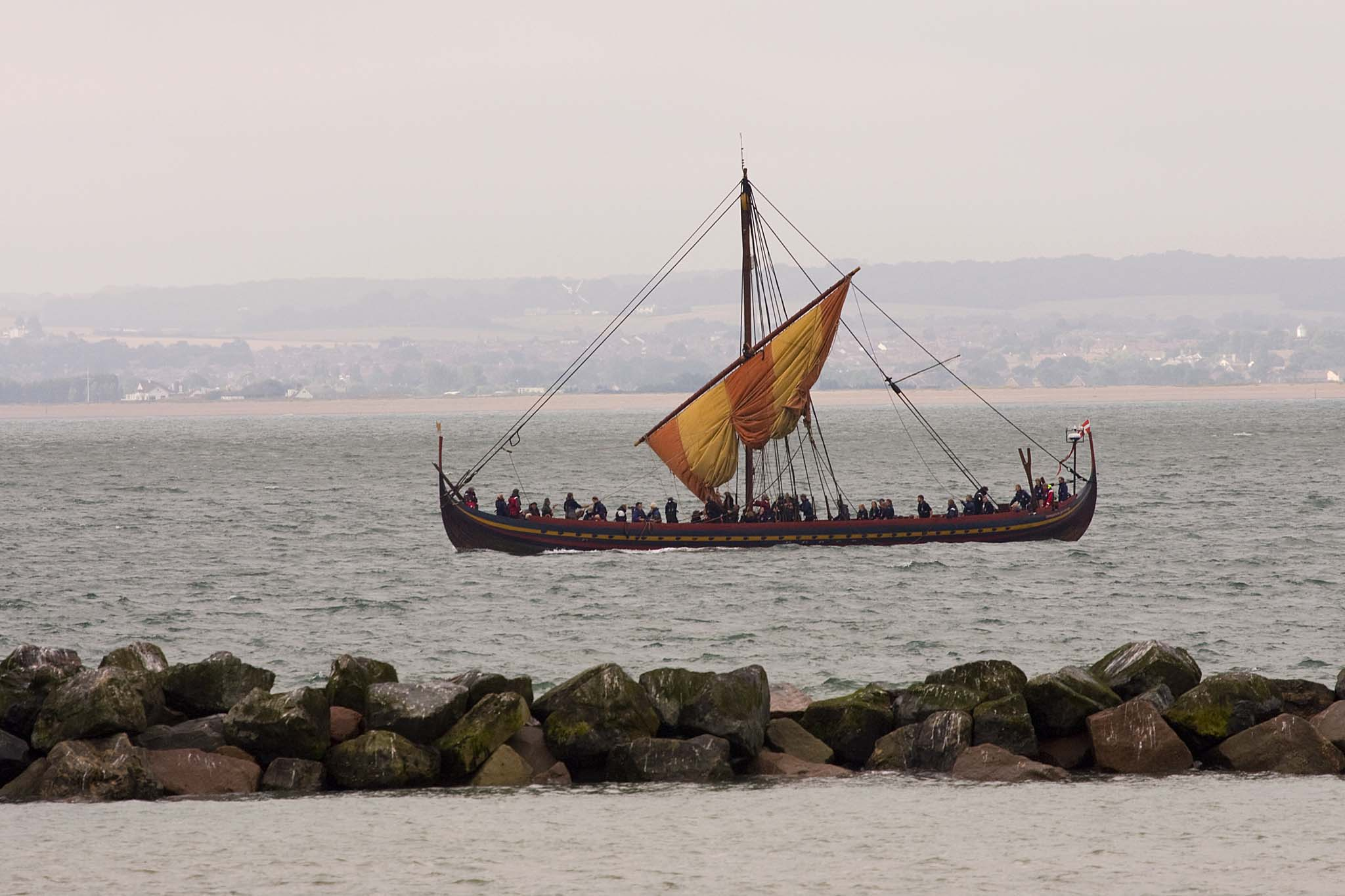
Ricostruzione di un drakkar vichingo danese (tipo Skuldelev 2)

All'inizio dell'845, Horik cercò di sfruttare la situazione di incertezza ancora in corso nella regione mandando una grande flotta sull'Elba.
Secondo gli Annales Bertiniani si trattava di una flotta di 600 navi, numero che sembra incredibilmente alto. Tuttavia il fatto che la flotta fosse stata organizzata direttamente dal re Horik suggerisce che potesse essere insolitamente grande. I nobili sassoni organizzarono una dura resistenza e costrinsero i danesi a fuggire sulle loro navi, ma non poterono impedire che i pirati danesi saccheggiassero la fortezza di Hammaburg. I danesi occuparono la città, che al tempo era un piccolo insediamento con circa 500 abitanti, per due giorni, e bruciarono la cattedrale, il monastero e la biblioteca contenente preziosi manoscritti. L'arcivescovo Oscar fu costretto a fuggire riuscendo a recuperare solo poche reliquie.

## Conseguenze
Mentre nel caso della rivolta degli Stellinga e degli Obodriti la risposta di Ludovico era stata affidata alla forza delle armi, nel caso del saccheggio di Amburgo egli si avvalse della diplomazia. Egli inviò pertanto una missione diplomatica, guidata dal conte Cobbo alla corte di Horik, chiedendo che il re danese si sottomettesse alla signoria dei Franchi e pagasse un indennizzo per i danni provocati dal saccheggio di Amburgo. Alla fine Horik accettò i termini e chiese un trattato di pace con Ludovico, promettendo anche di restituire il tesoro e i prigionieri catturati durante l'attacco ad Amburgo. Molto probabilmente Horik aveva delle sue motivazioni per accettare le richieste di Ludovico. Egli voleva infatti proteggere il confine con il regno franco mentre si preparava ad un conflitto con il re Olof di Svezia e affrontava i suoi nemici interni. Con il trattato, Ludovico chiese l'obbedienza di Horik, la sospensione al supporto ai razziatori vichinghi e l'invio regolare di ambasciate e regali per riaffermare l'alleanza.